# Долгая вахта
«Долгая вахта» (англ. The Long Watch) — научно-фантастический рассказ американского фантаста Роберта Хайнлайна из цикла «История Будущего». В произведении рассказывается об офицере, который ценой своей жизни предотвратил государственный переворот, организованный группой высокопоставленных военных для установления диктатуры.
Оригинальное название рассказа «Rebellion on the Moon» (рус. Восстание на Луне). Впервые был опубликован в журнале American Legion Magazine в декабре 1949 года.

## Сюжет
1999 год. Лейтенант Джон Эзра Далквист служит бомбардиром на лунной Базе Лунного Дозора — международной организации, которая сохраняет мир в Солнечной системе. Задача служащих базы состоит в том, что если на Земле начнётся война, они должны нанести ядерный удар по агрессору.
Рассказ начинается с того, что лейтенанта Далквиста вызывает его командир полковник Тауэрс и говорит, что они сместят действующее правительство и установят военную диктатуру. А для того, чтобы никто не встал на их пути, заговорщики собираются уничтожить несколько земных городов. Тауэрс просит Далквиста встать на их сторону и даёт ему срок до утра. После разговора с полковником лейтенант решает помешать ему. Он пробирается на арсенал базы и выводит из строя все атомные ракеты, вывернув из них взрыватели и удалив заряды. При этом Далквист получает большую дозу радиации, от которой погибает. Но перед смертью он со слов пришедшего на выручку сослуживца узнает, что прилетевшие с Земли корабли подавили заговор, а Тауэрс застрелился.
В конце произведения говорится, что радиоактивные останки лейтенанта Джона Далквиста доставили на Землю с Лунной Базы в свинцовом гробу на беспилотном корабле в сопровождении почетного эскорта из восьми космических кораблей и похоронили на его родине в Чикаго.

## Переводы на русский
Впервые на русском языке рассказ был опубликован в третьем номере журнала «Знание - сила» за 1958 в переводе М.Ермашевой. Данный перевод много раз публиковался в газетах:
- «Молодежь Азербайджана» (Баку) 1964 год
- «Ленинец» (Уфа). — 1964 -(№ 46-49).
- «Комсомолец Таджикистана» (Душанбе). — 1964.

Перевод М. Дронова («Долгое дежурство») опубликован в четвёртом номере журнале «Звезда Востока», 1992 год.
Перевод А. Балабухи (под псевдонимом «А. Дмитриев») был опубликован в третьих и четвёртых номерах издания «Журнал ТРИЗ», 1993 год.

## Связь с другими произведениями
О подвиге Джона Далквиста упоминается в одном из романов Хайнлайна «Космический кадет».